# Окремий загін розвідки спеціального призначення «Арес»
Окремий загін розвідки спеціального призначення «Арес» — окремий загін розвідки спеціального призначення у складі Національної гвардії України. Створений восени 2014 року за окремим розпорядженням міністра внутрішніх справ та командувача Національною гвардією України. Восени 2022 року реорганізовано в 3-й окремий загін особливого призначення «Омега» НГУ.

## Історія
Загін створений восени 2014 року з місцем базування в м. Харків. На початку створення в загін перейшли частина колишніх бійців спецпідрозділу «Омега» та інших військових формувань.

## Втрати
Загін зазнав втрат під час участі в Антитерористичної операції на сході України. Так, 22 березня 2015 року, під час виконання бойового завдання в околицях міста Слов'янська Донецької області, автомобіль наїхав на фугас. Від отриманих поранень загинули заступник командира загону–командир розвідгрупи, капітан Шпак Ігор Олегович, псевдо «Птах» (24 березня 2015 р.) та інструктор (помічник кулеметника), солдат Твердохліб Микола Миколайович (28 березня 2015 р.).

## Шеврон
Шеврон підрозділу розроблено харківським дизайнером Сергієм Мишакіним, автором Маку — символу пам'яті.